# Aire d'attraction d'Angers
L'aire d'attraction d'Angers est un zonage d'étude défini par l'Insee pour caractériser l’influence de la commune d'Angers sur les communes environnantes. Publiée en octobre 2020, elle se substitue à l'aire urbaine d'Angers, qui comportait 77 communes dans le dernier zonage qui remontait à 2010.

## Définition
L'aire d'attraction d'une ville est composée d’un pôle, défini à partir de critères de population et d’emploi ainsi que d’une couronne constituée des communes dont au moins 15 % des actifs travaillent dans le pôle. Le pôle d’attraction constitue ainsi un point de convergence des déplacements domicile-travail,.

## Type et composition
L’aire d'attraction d'Angers est une aire intra-départementale qui comporte 81 communes en Maine-et-Loire. 
Elle est catégorisée dans les aires de 200 000 à moins de 700 000 habitants, une catégorie qui regroupe 23,6 % au niveau national.

### Carte

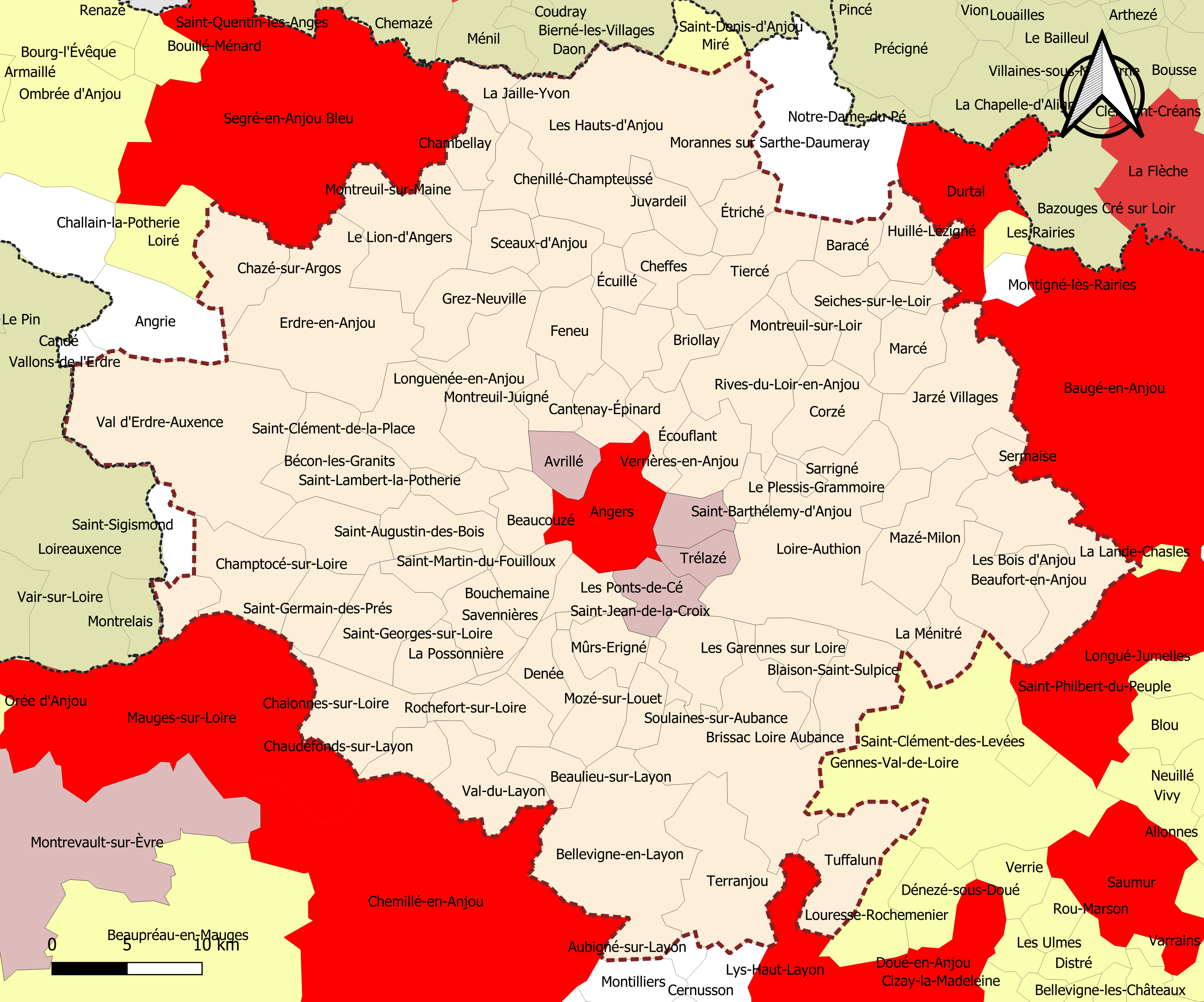
Carte de l'aire d'attraction d'Angers.
Commune-centre
Commune du pôle principal
Commune de la couronne

### Composition communale
| Catégorie                  | Département    | Communes | Communes |
| Catégorie                  | Département    | Nombre   | Libellé |
| -------------------------- | -------------- | -------- | --- |
| Commune-centre             | Maine-et-Loire | 1        | Angers. |
| Communes du pôle principal | Maine-et-Loire | 4        | Avrillé, Les Ponts-de-Cé, Saint-Barthélemy-d'Anjou, Trélazé. |
| Communes de la couronne    | Maine-et-Loire | 76       | Baracé, Beaucouzé, Beaufort-en-Anjou, Beaulieu-sur-Layon, Bécon-les-Granits, Béhuard, Bellevigne-en-Layon, Blaison-Saint-Sulpice, Les Bois d'Anjou, Bouchemaine, Briollay, Brissac Loire Aubance, Cantenay-Épinard, Chalonnes-sur-Loire, Chambellay, Champtocé-sur-Loire, La Chapelle-Saint-Laud, Chaudefonds-sur-Layon, Chazé-sur-Argos, Cheffes, Chenillé-Champteussé, Cornillé-les-Caves, Corzé, Denée, Écouflant, Écuillé, Erdre-en-Anjou, Étriché, Feneu, Les Garennes sur Loire, Grez-Neuville, Les Hauts-d'Anjou, Huillé-Lézigné, Ingrandes-le-Fresne-sur-Loire, La Jaille-Yvon, Jarzé Villages, Juvardeil, Le Lion-d'Angers, Loire-Authion, Longuenée-en-Anjou, Marcé, Mazé-Milon, La Ménitré, Montreuil-Juigné, Montreuil-sur-Loir, Montreuil-sur-Maine, Mozé-sur-Louet, Mûrs-Erigné, Le Plessis-Grammoire, La Possonnière, Rives-du-Loir-en-Anjou, Rochefort-sur-Loire, Saint-Augustin-des-Bois, Saint-Clément-de-la-Place, Sainte-Gemmes-sur-Loire, Saint-Georges-sur-Loire, Saint-Germain-des-Prés, Saint-Jean-de-la-Croix, Saint-Lambert-la-Potherie, Saint-Léger-de-Linières, Saint-Martin-du-Fouilloux, Saint-Melaine-sur-Aubance, Sarrigné, Savennières, Sceaux-d'Anjou, Seiches-sur-le-Loir, Sermaise, Soulaines-sur-Aubance, Soulaire-et-Bourg, Terranjou, Thorigné-d'Anjou, Tiercé, Tuffalun, Val d'Erdre-Auxence, Val-du-Layon, Verrières-en-Anjou. |